# Chauncey Goodrich

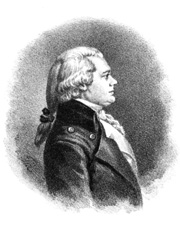
Chauncey Goodrich

Chauncey Goodrich (* 20. Oktober 1759 in Durham, Middlesex County, Colony of Connecticut; † 18. August 1815 in Hartford, Connecticut) war ein US-amerikanischer Politiker, der den Bundesstaat Connecticut in beiden Kammern des Kongresses vertrat.
Goodrich studierte die Rechtswissenschaften an der Yale University, wo er 1776 graduierte. Im Anschluss war er zunächst als Lehrer an einer Schule tätig, ehe er von 1779 bis 1781 selbst in Yale dozierte. Nach Abschluss seines Studiums wurde er 1791 in die Anwaltskammer von Connecticut aufgenommen und begann als Jurist in Hartford zu arbeiten.
Seine politische Laufbahn begann Goodrich, der den Föderalisten angehörte, im Repräsentantenhaus von Connecticut, dem er von 1793 bis 1794 angehörte. Er schied dort aus, nachdem er für den sechsten Staatsdistrikt ins US-Repräsentantenhaus gewählt worden war. Mitglied dieser Kammer war er vom 4. März 1795 bis zum 3. März 1801, dabei in den letzten zwei Jahren an der Seite seines Bruders Elizur.
Nach dem Ende seiner Amtszeit in Philadelphia kehrte Chauncey Goodrich nach Connecticut zurück, wo er wieder als Anwalt arbeitete und von 1802 bis 1807 dem Governor's Council angehörte, einer Art beratenden Kammer. 1807 bestimmte ihn das Staatsparlament zum Nachfolger des verstorbenen US-Senators Uriah Tracy. Nach einer Wiederwahl blieb er bis Mai 1813 Mitglied des Senats, ehe er sein Mandat niederlegte, um Vizegouverneur von Connecticut zu werden. Bereits im Vorjahr war er zum Bürgermeister von Hartford gewählt worden. Beide Ämter übte er bis zu seinem Tod im Jahr 1815 aus.